# 悪魔が来りて笛を吹く
『悪魔が来りて笛を吹く』（あくまがきたりてふえをふく）は、横溝正史の長編推理小説。「金田一耕助シリーズ」の一つ。『宝石』に1951年11月から1953年11月まで連載された作品。単行本は1954年5月8日岩谷書店より刊行。
1954年に「第7回探偵作家クラブ賞」候補にノミネートされた。
本作を原作とした映画2本・テレビドラマ5本・ラジオドラマ1本・舞台1作品が、2018年7月までに制作された。また、影丸穣也とJETにより漫画化されている。

## 概要
探偵小説雑誌『宝石』において、1951年（昭和26年）11月から1953年（昭和28年）11月まで連載された。
大戦後の混乱の時期、『黒猫亭事件』と『夜歩く』の事件の間頃に起きた事件とみなされている。戦前まで栄華を誇った貴族の没落、さらに近親相姦というインモラルかつタブー視される性関係を濃厚に描写し、そこに生じた悲劇と愛憎劇を密に描いた作品である。帝銀事件や太宰治の『斜陽』などの要素を取り込み、横溝が得意とした田舎の因習とはまた異なった陰惨さや、本格推理小説の定番「密室殺人」を扱い、他作品とは異なった雰囲気をかもし出し、作者の人気作品のひとつとなっている。
作者は本作を「金田一もの自選ベスト10」の6位に推している。

### 天銀堂事件
この物語が始まるきっかけとなった事件で、1947年（昭和22年）1月15日午前10時ごろ、宝石店「天銀堂」で「保健所から伝染病予防のために来た」と称する男が、店員全員に毒薬を飲ませて殺傷し、宝石を奪ったというもの。実在の事件である帝銀事件の被害者を郊外の銀行から銀座の宝石店に変更して借用している。帝銀事件は日本で初めてモンタージュ写真を捜査のために用いたことでも知られ、この点もこの作品に取り入れられている。

### 横溝正史による解説
横溝正史が雑誌『宝石』の求めに応じて本作の第1稿を起したのは1951年（昭和26年）9月のことで、完結篇を書きあげたのは2年後の1953年（昭和28年）の同じ9月のことだった。「時日も20日前後のことで、稿を起した日も、書き上げた日も、ともに、秋雨のしとど降る日であったと憶えている」と振り返っている。
この小説が完結するまでまる2年と1か月を要したのは、『宝石』に合併号が出たり横溝が病気休載したりしたことからで、このため連載回数は計21回とかなり長いものとなった。連載終了と同時に城昌幸編集長からは単行本化の慫慂をうけたというが、連載の長さと雑誌の都合で1回の枚数が違ってきたりしたため、テンポに狂いがありそうな気がした横溝はひとまず保留していた。
しかし、一度書きあげたものに手を加えるのは容易でないことと、読みなおしてテンポにそれほど狂いがなかったので、ごく僅少の手を加えるのみで1954年（昭和29年）3月に単行本化することにした。横溝は「こんなことならもっと早く出版してもよかったのにと、いまさらながら苦笑ものである」と述懐している。
横溝によると、本作のテーマの胚種が頭に芽生え始めたのは、1948年（昭和23年）8月に岡山の疎開地から成城に帰って間もないころのことだという。そのころ、横溝邸を訪れた葛山二郎から、葛山が帝銀事件（同年1月26日発生）の犯人のモンタージュ写真に似ている、として容疑者として密告されて困った、という話を聞かされる。同じころ、某子爵が失踪し、その後に自殺体で発見されるという事件があり、その子爵もやはりモンタージュ写真と似ていたため取り調べを受けたことがある、と報じられた。このことから横溝は、モンタージュ写真の人物Xと似ている人間A、同じく似ている人間Bがいたとすると、AとBも互いに似ている（A=X B=X ∴A=B）、というアイデアを思いついた。このとき『宝石』誌上で『落陽殺人事件』の題名で予告を行っている。しかし、うまくまとまらず、連載は開始されなかった。探偵小説を考える場合に、『本陣殺人事件』や『獄門島』のように、まずトリックを先に考えて、あとからそれにふさわしいシチュエーションを構成していくやり方と、『犬神家の一族』のように先にシチュエーションができたものがあるが、いずれにしても最初の一行を書く前に両方がまとまっており、それがうまく溶け合っていなければ、しっかりとしたものが書けない。ところが、本作においてはシチュエーションはあらかたできあがっており、トリックも一番大きなものだけはあるが、このトリックとシチュエーションを結び付けるところで脳細胞がサボタージュを起こしてしまい、不本意ながら連載を延期せざるを得なくなってしまった。「担当者武田武彦君には大きな迷惑をかけてしまった」と振り返っている。その後もあたため続けていたこのテーマが結実しはじめたのは、昭和26年夏のことだった。
夏のことで、硝子戸を開けっぱなしにして横溝が物思いにふけっていると、夜毎フルートの音が聞こえてくる。家人に聞くと、「隣家の植村さんの御令息泰一君が練習していらっしゃるのだ」ということだった。横溝はこのときの様子を、「隣家といってもテニス・コートひとつへだてているのだから、相当はなれているのだが、そして、それだけ離れて聞いているのでいっそう身にしみてよかったのだが」とし、「私はこのフルートの音に魅了されたのである」と語っている。
このフルートの音と『落陽殺人事件』のテーマを結び付けることを思い立ち、本作の第1弾とした横溝は、息子に命じて上述の植村泰一が練習しているフランツ・ドップラーの『ハンガリー田園幻想曲』のレコードを買ってこさせ、何度か聞いた上に泰一にも聞いてもらった。また息子の友人でフルート作曲に興味を持っている笹森健英にも来てもらって、両者からいろいろとフルートの知識を受けた。
このとき横溝は笹森に『悪魔が来りて笛を吹く』の曲を作曲してもらって、適当なところへ譜面を挿入するつもりだった。ところが横溝いわく「付け焼刃の悲しさには、フルートについてとんでもない錯誤を演じてしまい、しかも雑誌連載中そこを訂正すると、いっぺんにトリックが暴露する恐れがあるので、結局、譜面を挿入することは見合わせなければならなくなった」という。その後その部分は単行本化にあたって訂正されたが、結局譜面挿入は諦めている。
横溝が「フルートについてとんでもない錯誤を演じてしまい」と語っているのは、右手と左手を間違って書いてしまったことである。横溝は最後に楽譜を付けようと作曲を頼んだところ、笹森に「右手の指2本ないんじゃ作曲しようがない」と言われたといい、「途中でそう言われたんでガッカリしちゃってね、途中から左でしたって書くわけにもいかないもんね」とこの失敗を笑っている。
本作は華族階級の「斜陽」を描いているが、横溝には「トリックと同時にこういう斜陽の世界を書きたい」との思いがあったという。ちょうど太宰治の名前が出たころで、『落陽殺人事件』との当初の題名で「落陽」としたのも、「斜陽じゃ太宰の翻案みたいだから」という理由によった。執筆については「ぼくは歌舞伎のファンですから、歌舞伎でよく、世界って言いますね。今度は斜陽書いてみようかとか、今度農村書いてみようとか。」と本作取り組みのきっかけについて語っている。

## ストーリー
1947年（昭和22年）9月28日、金田一耕助の元を訪れたのは、この春、世間をにぎわした「天銀堂事件」の容疑を受け失踪し、4月14日に信州・霧ヶ峰でその遺体が発見された椿英輔・元子爵の娘、美禰子（みねこ）だった。
「父はこれ以上の屈辱、不名誉に耐えていくことは出来ないのだ。由緒ある椿の家名も、これが暴露されると、泥沼のなかへ落ちてしまう。ああ、悪魔が来りて笛を吹く。」
父が残した遺書を持参した美禰子は、母・秌子（あきこ）が父らしい人物を目撃したと怯えていることから、父が本当に生きているのかどうか砂占いで確かめることになったと説明し、金田一にその砂占いへの同席を依頼する。
麻布六本木の椿家に出向いた金田一は計画停電を利用した砂占いに同席した。その停電が終了すると同時に、家の中に椿子爵作曲になる異様な音階を持つ曲「悪魔が来りて笛を吹く」のフルート演奏が響く。これはレコードプレーヤーによる仕掛けだったが、その間に砂占いに出た火焔太鼓のような模様に、家族の一部の者は深刻な表情を見せる。美禰子はその絵が死んだ子爵の手帳に「悪魔の紋章」の名で描かれていたことを金田一に告げる。その日の深夜3時ごろ、椿邸に居候している玉虫公丸・元伯爵が殺されているのが発見される。ほぼ同時に椿子爵と思われる男が子爵のフルートを持って屋敷に出現し、フルートの音も短く聞こえた。玉虫殺害現場には、前夜と同じ悪魔の紋章が血で描かれていた。警察は庭から子爵のフルートケースを発見、その中には天銀堂事件で奪われた宝石が入っていた。金田一は等々力警部から子爵を告発したのがタイプ打ちの匿名の手紙で椿家の内部事情に詳しいものであったことを知らされる。そこには、子爵が事件前後に姿を消しており、帰ってくると宝石の換金について書生の三島東太郎と相談したという経緯が記されていた。子爵は長くその行き先を警察に言わなかったが、追い詰められて神戸市の須磨であると白状し、確認が取れたことで解放されたのであった。金田一と警部が家人の聞き取りを進めているところへ、焼け出されて同居している秌子の兄・新宮利彦が酒を飲んで乱入、背中にある「悪魔の紋章」そっくりの痣を見せる。
翌日、美禰子は、子爵の遺書が書かれたのが「天銀堂事件」容疑の逮捕前であり、子爵の自殺はその事件以外に理由があることに気付いた。それを聞いた金田一は事件前後の子爵の行動には隠された意味があると判断し、若い出川刑事と共に西に向かった。まず、子爵が宿泊した須磨の旅館「三春園」の女将から、かつて近くに玉虫伯爵の別荘があり秌子もよく見かけたことや、近在の植木屋・辰五郎の娘・駒子が手伝いに上がっている間にそこの誰かの種で妊娠し、辰五郎の弟子の一人と結婚させられて小夜子という娘を産んだことを聞き取る。
金田一は子爵の行動をさらに追跡し、玉虫伯爵の別荘跡で子爵の手になる「悪魔ここに誕生す」という落書きを発見する。一方、出川は辰五郎から跡目を譲られた「植松」を訪ね、辰五郎が空襲で死んだことを知る。彼はなぜか常に強請れる「金づる」を持ち、植木屋をやめて仕事を転々とした挙げ句の死であった。彼の最後の妾はおたまといい、駒子と他の妾に産ませた子・治雄だけが彼の生きた身寄りであった。出川はおたまの居場所を探るが、最近の仕事場を出奔したばかり。そのおたまを、駒子と思われる淡路島の尼・妙海が、玉虫殺害が新聞報道された直後に訪ねてきていた。金田一と出川は淡路島に向かうが、妙海は一足先に殺されていた。彼らは妙海を現場の寺に世話した隣村の住持・慈道から、小夜子の父が新宮であること、小夜子が自殺したこと、妙海が新宮の死を予想したことを聞く。淡路島から帰った2人は新宮が殺されたことを聞かされる。
金田一は単身東京に戻った。彼はそこで新宮が絞め殺されたのが家人がほとんど外出していた間だったことを聞き、その状況が新宮の企みで作られたことを見抜く。新宮は妹から金をせびるために皆を追い出したのだ。
金田一は、モンタージュ写真で引っかかったくらい「天銀堂事件」の犯人と子爵は似ていたはず、今回の犯人は「天銀堂事件」の犯人を手下にしていたという推理を等々力警部に語り、当時の容疑者たちの最近の行動を確認するよう進言する。数日後、「天銀堂事件」の犯人・飯尾豊三郎が芝の増上寺にて惨殺死体で発見された。同日、金田一が岡山県警の磯川警部に調査依頼した返事があり、書生の三島は正体不明の別人であることが判明する。金田一は三島が話す言葉のアクセントからその正体に疑問を抱き、磯川警部に確認を依頼していたのである。同時に、おたまの証言が得られたという出川刑事からの調査報告もあり、小夜子が自殺した時に宿していた胎児の父親が治雄であるらしいこと、治雄の戦傷による右指2本の喪失という身体的特徴が三島と一致することが判明した。
等々力警部と金田一は大雨の中、椿邸に向かった。そこでは秌子の気まぐれで鎌倉に引っ越す準備中。しかも、その最中に秌子が「悪魔」を見て逃げ出すように家を出たという。全員で後を追うが、鎌倉に着いた時、秌子は主治医の目賀が調合した持病の薬に仕込まれた青酸加里により死んでいた。翌日、金田一は残った全員の前でトリックを解明する。その上で犯人を指摘しようとしたところ、三島は自ら犯人であると名乗り出る。彼は新宮が実妹・秌子を犯して産ませた子・河村治雄であり、その左肩には父と同じ「悪魔の紋章」そっくりの痣があった。彼は同じく新宮の子である小夜子をそうとは知らずに愛したが、出征した治雄を待つ間に彼が異母兄であることを知った小夜子は治雄の子を宿したまま自殺した。治雄は彼や小夜子の運命を作った者たちに復讐すべく、子爵を脅して椿家に入り込んだのである。
彼は最後に「悪魔が来りて笛を吹く」を演奏して見せた。その曲は、戦争で右中指と薬指を欠いた彼でも演奏できるように作曲されていたのだ。彼はそれを演奏し終わると同時に、笛に仕込んだ青酸加里で死んだ。

## 登場人物

### 主要人物
金田一耕助（きんだいち こうすけ）
私立探偵。
等々力大志（とどろき だいし）
東京警視庁の刑事。階級は警部。異名は「警視庁の古狸」。東京および近郊で起きた事件における金田一の相棒。数え切れない「天銀堂事件」の犯人だという密告状の送り主も調べずに容疑者を拘束して、結局は犯人を逮捕できないままでいた。
椿美禰子（つばき みねこ）
椿家当主の娘、19歳。父・英輔の生死再確認を金田一に依頼した。母と異なりいかつい顔の不美人。ショートヘア。普通より額が露出しており、眼が大きすぎる上に頬から顎へかけてこけているため、顔全体のバランスが取れていない。タイプライターを打つ技術を修得しており、スイス製のものを所持している。事件解決後、屋敷を売り払い伯母や従兄と共に新しい人生を歩み始める。
三島東太郎（みしま とうたろう）
椿家の書生。23 - 24歳。背の高いがっちりとした体格で色白の、にこにこと笑顔のいい愛嬌のある青年。椿家に入る以前は闇市でブローカーをしていた。
椿家に関わるようになってから財産売却や食糧調達が巧くいくようになり、「重宝なひと」として不可欠な存在になっていた。英輔の旧友の息子を名乗っているが、実は英輔が選んで与えた偽名であり、本物の東太郎は既に戦病死している。書生・東太郎の正体は復讐劇を繰り広げた犯人「河村治雄」で、英輔が「悪魔」と呼んだ人物である（「河村治雄」の項目を参照）。戦争で中指の半分ほどと薬指の3分の2ほどを失っている。

### 警察
出川（でがわ）
警視庁の刑事。等々力警部の部下。金田一と共に須磨や淡路へ出向いた後、阪神地域に残って調査を続け、真相解明の手がかりとなる数多くの事実を明らかにした。
沢村（さわむら）
警視庁の刑事。等々力警部の部下。椿邸の防空壕で英輔のフルートのケースを発見した。
磯川常次郎（いそかわ つねじろう）
岡山県警の警部。シリーズの常連だが、本作では金田一との手紙のやりとりでのみ登場。岡山出身と称する三島東太郎の素性に疑問を抱いた金田一の依頼で調査を行い、東太郎は実在したが既に死亡していることを明らかにする。

### 椿家
椿英輔（つばき ひですけ）
椿家当主、元子爵。フルート奏者で、フルート曲「悪魔が来りて笛を吹く」の作曲者。約半年前に43歳で自殺。色は浅黒く額が広く、髪をきれいに左で分けている。鼻が高く、眉がけわしい。女性的印象を受ける人物。妻・秌子とその兄・利彦、2人の伯父である玉虫公丸の横暴に何も言わずにいたが、「悪魔」河村治雄の存在により椿の家名が泥沼に呑み込まれる屈辱に耐えられぬと自殺した。
沈黙を守って命を絶ったが、ゲーテの小説『ウィルヘルム・マイステルの修業時代』と「屋敷の中の誰とも結婚してはならない」という言葉とフルート曲「悪魔が来りて笛を吹く」、玉虫家の別荘跡に残された石燈籠に青鉛筆の文字で「悪魔ここに誕生す」と記す等々で治雄の存在を示した。
椿秌子（つばき あきこ）
英輔の妻、40歳。大きな娘を持っているとは思えないほど若く見える、市松（いちま）人形のような美しい女性。実家新宮家の両親から可愛がられ、大正11年に実父・新宮子爵が死去した際に兄・利彦より多くの遺産を相続しており、たとえば椿家の邸宅は秌子の結婚に際して母方の祖父から譲られたものである。白痴的でひどく無邪気、かつ暗示に掛かりやすい。宝石マニヤで家計が傾いても宝石を手放そうとしないほど執着している。タイプライターは打てず、その代わり手習いが上手い。
同居している伯父・公丸や兄・利彦が夫・英輔を見下していやがらせをするのに影響されて、一緒になって無視した。自殺した夫・英輔の死亡確認を嫌がり遺体を自ら確認しなかったうえ、英輔に顔が似た飯尾に東太郎が命じて姿を垣間見させるなどしたため、「夫が実は生きていて自分に復讐に来る」という妄想に取り付かれる。16 - 7歳の頃に実兄・利彦の子（後の治雄）を妊娠し、甥と姪の醜聞を恐れた伯父・玉虫公丸の計らいにより、須磨にある玉虫家の別荘で男児を極秘分娩し、男児は里子に出された。絶えず性交渉をせねば満足できない体質で、それを抑える知性にも欠けている。新宮殺害のあと麻布六本木の邸宅から逃げ出して鎌倉の別荘へ移る準備をしていたところ、酒を飲んだ東太郎の肩の痣を鏡越しに見て怯え、台風が接近する中を鎌倉へ急行し、その直後に常備薬に仕込まれていた青酸加里で毒殺された。
お種（おたね）
椿家の女中。23 - 4歳位。美禰子よりは器量良し。亡き主人の英輔を慕い、新宮利彦を心底から毛嫌い、菊江のことも嫌っている。
信乃（しの）
秌子の乳母、実家の新宮家から秌子が椿家に嫁いだ時に一緒に付いて来た。62 - 3歳。芸術的な醜さの老婆。今も秌子を「お嬢様」と呼び、かいがいしく世話をする。
目賀重亮（めが じゅうすけ）
秌子の主治医。52 - 53歳。平家蟹のような顔で脂ぎった精力的人物。ひどいがに股。蟇仙人（がませんにん）と呼ばれていることを自覚している。財産に対する欲が薄いことと強壮な肉体とを見込まれて、秌子とは英輔の自殺より1週間後に玉虫公丸の媒酌により内祝言を挙げていた。
新宮利彦が殺害された日、利彦の工作により偽の連絡を受けて横浜まで出掛ける。連絡が偽りと知ると憤慨し帰宅、秌子を疑い悶着を起こす。

### 新宮家
新宮利彦（しんぐう としひこ）
秌子の兄、元子爵。43歳。背のひょろ高い、ひどく尊大に構えているが、臆病そう、鼻の下がながいのと、口許にしまりがないのとで間の抜けた感じ。神経質で人見知りする陰弁慶。浪費家だが、収入と生活のために労働することは考えない。妹・秌子が両親から自分より多額の遺産を相続したことに不満があり、隙あらば妹に金をせびるため、伯父・公丸から警戒されている。左肩に火焔太鼓のような痣があり、飲酒や入浴、発汗等の後に浮き出る。
華子と結婚する前に、当時未婚であった秌子と実の兄妹間で肉体関係を持って男児（後の河村治雄）を産ませ、同時期に秌子との近親相姦を知られた臨時の小間使い・堀井駒子にも手を出して、庶出の娘・小夜子を産ませた。
家中の者が多く出かける予定があった日、邪魔な信乃や目賀を偽電報・偽電話で出掛けるように仕向け、華子に実家に金策に行かせ、お種を除き秌子と2人になるよう工作し、皆留守の間に妹に金をせびった。後の治雄の告白文によると、その際、秌子の部屋に人知れず入る姿とその後部屋の照明が消えた様子を目撃されており、過去に懲りずに秌子と性交渉していたと推察されている。
自分が秌子に産ませた禁忌の子・治雄に殺害され、これまでの所業の報いを受ける。
新宮華子（しんぐう はなこ）
利彦の妻。40歳前後。落ち着いた中年婦人だが、人生にうみ疲れた雰囲気を持つ。
新宮一彦（しんぐう かずひこ）
利彦の息子、美禰子の従兄。21歳。やや暗い影があるものの、父親に似ず上品な青年。就職活動中。英輔のフルートの弟子だった。父と叔母・秌子の呪われた関係、そのために悪魔と化した異母兄・治雄の悲劇に心を痛めた。

### 玉虫家
玉虫公丸（たまむし きみまる）
秌子・利彦の伯父（母の兄）。70歳前後。元伯爵で元貴族院議員。邸宅が焼失したため椿家に転居したとされる。転居先を椿家とした表向きの理由は、偏屈で子供たちとは合わず、むしろ姪・秌子には敬意を払われているということだが、実は甥・利彦を監督するのが主目的であった。
1923年（大正12年）の夏、自分の別荘に遊びに来ていた利彦が奉公人の駒子を妊娠させた時は、その父・河村辰五郎に多額の手切れ金を支払って処置した。しかし、同時期に秌子が利彦の子を妊娠した際は醜聞を恐れ、極秘で自分の別荘で出産させた男児を表向きは死産とし、駒子の口から新宮兄妹の近親相姦を知っていた辰五郎に渡して妻はるとの長男として入籍させたのが後の河村治雄である。その後も辰五郎から要求されるごとに口止め料を支払っていた。
砂占いに始まる騒ぎのあと現場に1人で残っていたところ、風神雷神像を入れ替えようとした東太郎と鉢合わせとなり、東太郎の口からその出自を明かされる。東太郎としては殺害予定はなかったが、自分への殺意を含んだ敵意に気付き、気が変わった東太郎により絞殺され第一の犠牲者となった。
菊江（きくえ）
公丸の小間使いで、妾。23 - 24歳位でスタイルのいい美しい女性。芸者見習いをしていた時に公丸に見初められた。普段の言動に似つかわしくない古風な価値観を有しており、内祝言を挙げた秌子と目賀を軽蔑している。タイプライターを美禰子に教わり、打つのが上手い。公丸のほかに戦時中徴兵されて戦死した恋人がおり、出征前夜に会いに来た彼に「心中立て」したため、左手の小指が欠けている。
停電を利用したトリックに即座に気付くなど聡明な一面もある。公丸殺害により椿家にとって「縁なき衆生」になったが、殺人事件の重圧に押し潰されそうな中で彼女が撒き散らすコケットリーな空気の救いが必要とされ、事件解決まで椿家に同居し続けた。

### 河村家
河村辰五郎（かわむら たつごろう）
堀井駒子の父。植木屋の親方を務める植木職人で通称「植辰」。玉虫伯爵の別荘に出入りし、近隣の旅館・三春園でも働いていた。玉虫家の別荘で駒子が妊娠した際、胎児の父が新宮利彦であるのを知ると東京の玉虫家まで出向いて多額の手切れ金を請求した。駒子の口から新宮兄妹の人倫に背いた関係を聞いており、公丸から託された里子・治雄の出自を察して伯爵から口止め料を強請る「金づる」にする目的で引き取り、強請りとった金で遊び暮らした。
植木屋の株を「植松」に譲って板宿（いたやど）に移っていたが、空襲のさ中、酔っ払って褌1つで家の外に飛び出して直撃弾により死亡した。
おたま
河村辰五郎の最後の妾。復員して訪ねてきた治雄に、小夜子の自殺とおこまの現況を伝えた。出川が探し当てたときには、大阪天王寺区の下等な売春宿で売春および売春の斡旋を行い、悪い病気をもらって寝たきりになっていた。
堀井駒子（ほりい こまこ）
辰五郎の娘で通称「おこま」、旧姓は「河村」。42 - 43歳。小奇麗な顔立ちだが気苦労から老け込み、55歳程度に見える。河村治雄とは血縁はないが、戸籍上の異母姉弟に当たる。
若い時分は色の白い美人で一通りの礼儀作法の心得があり、玉虫家の別荘で夏にだけ臨時の小間使いをしていた。大正12年の夏、新宮兄妹の関係を知ってしまったために、口封じのために新宮利彦に犯され、小夜子を妊娠・出産する羽目に陥る。後に父の弟子・堀井源助の元に嫁がされた。
度々自宅に出入りする治雄を温かくもてなしていたが、はじめて飲酒した治雄の左肩に新宮利彦が持つものと同様の痣を目撃して治雄の出自に疑いを持ち、辰五郎を詰問して事実を聞き出す。その結果、治雄のことを避けるようになるが、当の治雄に事実を告げることをしなかったため、自らの強制疎開と小夜子の徴用とで目が届かなくなっている間に治雄と小夜子が仲を深めていくことを止められなかった。小夜子を自殺で喪った後、淡路に渡り出家して尼・妙海になった。
終戦後、真相を知るべく自分を捜し訪ねて来た治雄や椿英輔に忌まわしい過去と真相を打ち明け、それが英輔の自殺の引き金となったことを酷く気にした。公丸が殺害されたこと知り、犯人が治雄で次は利彦が狙われることに気付いて、父の最後の妾・おたまを訪ねるが、会うことは叶わなかった。真相を証言されることで利彦殺害の機会が失われる可能性を懸念した東太郎の命を受けた飯尾により殺害された。
河村治雄（かわむら はるお）
1924年（大正13年）6月に誕生。戸籍上は辰五郎とその妻・はるの長男となっているが、実は椿秌子とその兄・新宮利彦との近親相姦によって生まれた子である。高等小学校卒業後、実の親ではないうえ妾をどんどん替える辰五郎の元には居づらく、家を出て神戸の商家に奉公しながら夜学に通い、19歳の頃ドイツ系の商社に就職してタイプライターを習得した。堀井母娘を度々訪問し親交を深めており、実の父を知らないという境遇が似ていたことから、当時は血縁がないと認識していた戸籍上の姪・小夜子と惹かれ合い、夫婦の契りを結ぶ。1944年（昭和19年）6月に出征し、1946年（昭和21年）5月に復員した後、八方手をつくして小夜子の消息を探した結果、同年夏ごろにおたまを探し当てて小夜子の自殺を聞かされ、淡路にある妙海尼（おこま）の庵の住所を聞き出して訪ねる。そして、小夜子の自殺理由を激しく問い質し、自身の呪われた出自と小夜子が異母妹であった事実を知り、小夜子と自分とのための復讐を誓う。利彦と同様の左肩の痣を証拠に椿英輔に名乗り出て、「三島東太郎」と命名され椿家の書生になった。
堀井小夜子（ほりい さよこ）
駒子が新宮利彦に犯されて産んだ娘。一彦の異母姉に当たる。1924年（大正13年）6月頃に誕生。幼少の頃から母親に似て美しく、どこか常に憂いを帯び、寂しげで影のある美人。実の父が誰か知らずに育つ。戸籍上の叔父（戸籍上だけの話で血縁はないと本人達は認識していた）治雄と恋仲になり、出征前に夫婦の契りを結び、将来を誓い合う。治雄が出征している間に妊娠が判明。
恋人であり胎児の父・治雄が自分の異母兄であるという呪われた事実を母親に教えられ、苦悩し耐えられなくなり、1944年（昭和19年）8月末、妊娠4か月の治雄の子供を宿したまま青酸加里を呷り自殺した。位牌に記されている戒名は「慈雲妙性大姉」。
堀井源助（ほりい げんすけ）
駒子の亡夫で小夜子の血の繋がらない戸籍上の父親。河村辰五郎の弟子の植木職人で、通称「源やん」。旅館・三春園の女将から「みっともない顔」と評される顔立ち。辰五郎から玉虫家の別荘で妊娠させられた駒子を押し付けられる形で結婚した。駒子より7歳年上。押し付けられた駒子に打つ、蹴る、髪を引きずり回す等の暴力を振るっていた。植木職人は辞めて須磨を去った後は神戸で土方のようなことをしており、身持ちを崩した。治雄が19歳で就職するより、かなり前に死去している。

### 三島家
三島省吾（みしま しょうご）
本物の三島東太郎の父親。椿英輔の旧友。1942年（昭和17年）頃、岡山県立第×中学の教頭を務めたことがあった。1943年（昭和18年）、脳出血により死亡。
三島勝子（みしま かつこ）
三島省吾の妻。本物の東太郎の母親。1944年（昭和19年）、岡山市大空襲の際に死亡。

### 三春園（さんしゅんえん）
おかみ
須磨寺にあった玉虫家の別荘近隣の旅館・三春園の女将。氏名不明。40歳。須磨を訪れ、単身旅行者を泊めてくれる宿がなく困っていた英輔を気の毒に思い、特別に泊める。三春園の家付き娘で、自分の娘時代、夏に玉虫伯爵が別荘に遊びに来る親戚を連れてよく食事に来たのを憶えており、特に同じ年頃で、旅館に親族で食事に来た際、声を掛けてくれた秌子が印象に残っている。ほか、玉虫家に雇われていた植木職人の辰五郎とその娘駒子・幼少期の小夜子について知る。
番頭
三春園の番頭。氏名不明。英輔を淡路島へ送った明石の漁師を見つけ出した。
おすみ
三春園の女中。色は白いが不美人。利口な娘で優れた観察眼を持つ。椿英輔の須磨滞在中、元玉虫家の別荘跡地にて暗い面持ちで立ち尽くす英輔を目撃した。また、外出から帰った英輔の外套やズボンから潮の匂いがして魚の鱗が付着していたことや、英輔が旅行を秘密にしようとしていたという話から、漁船で淡路に行ったことを推理する。

### その他
飯尾豊三郎（いいお とよさぶろう）
「天銀堂事件」の犯人。英輔とよく似た顔立ちの好男子。早い段階から最有力容疑者と目されていたが、英輔に容疑が向けられる過程で容疑者リストから外れ、そのままになっていた。善悪の区別が無い、道徳的に不感症のような男だが、治雄のことは戦後の闇市で初めて出会ったときから苦手だったという。真犯人である証拠を治雄に握られて椿家の事件の共犯となったが、用済みになり治雄により惨殺されて芝の増上寺の境内で猿股のみの遺体が発見された。
芳村作造
英輔を淡路島へ送った明石の漁師。目的地が釜口村であったことを覚えていた。
慈道（じどう）
妙海尼（おこま）を山の中腹にある尼寺に住まわせるよう世話をした、隣村の法乗寺の住職。

## 映画

### 1954年版
『悪魔が来りて笛を吹く』は1954年4月27日に公開された。東映、監督は松田定次、主演は片岡千恵蔵。

### 1979年版
『悪魔が来りて笛を吹く』は1979年1月20日に公開された。製作・配給、東映。監督は斎藤光正、音楽は山本邦山、今井裕。主演は西田敏行。
原作との相違
- お種は小夜子と同一人物であり、東太郎（治雄）との複数犯行である。
- 東太郎の指が欠損しているという設定は無く、したがってフルートの運指に関するトリックも無い。
- 東太郎とお種は椿家でも兄妹と認識されている。
- 三島東太郎という偽名の由来は不明だが、戦争中に英輔の当番兵だった人物（故人）の息子ということになっている。
- 原作とは逆に、治雄は利彦と妙海尼（俗名は駒子ではなく妙子）の子であり、小夜子が利彦と秌子の子供である。よって小夜子は、美禰子と同じ母から産まれた姉妹の設定になっている。
- 治雄と小夜子は互いに異母兄妹であると知らされても別れることができず、小夜子はお腹に子供を宿したまま手首を切って自殺しようとした。治雄が自殺を止めるが、苦しみとショックのあまり彼女は流産した。
- 東太郎は英輔の須磨行きの往路に随行していたが、そのことは隠していた。それを金田一に見抜かれ、その様子を見ていた美禰子が激怒し、東太郎が美禰子と金田一を三春園まで案内することになる。東太郎は現地で合流した山下刑事と共に先に帰京し、金田一は板宿と福原（原作の新開地から変更）を調査した後、美禰子を帰らせて単独で淡路へ向かう。
- 妙海尼の死因は、息子・治雄の犯行を知っての首つり自殺に変更された。原作で妙海尼を殺害する飯尾は神戸や淡路島に現れない。
- 美禰子は終盤で、お種が自分の異父姉であることに自ら思い至る。母の部屋へフルーツを運んだ美禰子は、お種が必死に静止するのも聞かず、秌子が利彦と性交している最中の部屋に入ってしまう。父の勧めで読んだ本『ウィルヘルム・マイステル』の内容から、秌子と実兄の姦通で産まれたお種は、近親相姦の現場を妹に見せたくなかったのだろうと察する。
- 利彦が偽電報で皆を追い出したあと、早く帰ってきた美禰子に利彦との情事を目撃されてしまった秌子は、鎌倉の別荘に移ることを決意する。
- 東太郎（治雄）とお種（小夜子）は信乃を納戸に監禁して自分たちだけが鎌倉の別荘へ随行する。そして、2人から怒りと憎悪をぶつけられた秌子は、窓から飛び降りて自殺する。
- 砂浜で服毒による心中を図り、先に息絶えた小夜子の後を追うように虫の息の治雄の心情を慮り、金田一は妙海尼の自殺の事実を伏せて淡路島の母親は元気だと嘘をついて安心させる。
- ラストシーンでは、妙海尼が墓守をしていた淡路島の墓地に治雄と小夜子の墓が建てられており、美禰子が金田一と共に訪ね、そのあと船で次の事件に向かう金田一に高台から別れを告げる。

キャスト
- 金田一耕助 - 西田敏行

- 椿秌子 - 鰐淵晴子

- 三島東太郎（河村治雄） - 宮内淳
- 椿美禰子 - 斉藤とも子

- お種（小夜子） - 二木てるみ
- 新宮華子 - 村松英子
- 菊江 - 池波志乃
- 妙子（妙海） - 北林早苗

- 椿英輔 - 仲谷昇
- 山下（刑事） - 藤巻潤
- 目賀重亮 - 山本麟一
- 新宮利彦 - 石濱朗

- お玉 - 京唄子
- うめ - 村田知栄子
- 天銀堂店長 - 中田博久
- 天銀堂女店員 - 関谷ますみ
- お信乃 - 原知佐子
- 沢村（刑事） - 三谷昇

- 作造 - 中村雅俊
- 電報局局員 - 秋野太作

- 植松 - 角川春樹
- 雑炊屋 - 横溝正史

- 千代 - 中村玉緒（特別出演）
- 風間敏江 - 浜木綿子（特別出演）

- 玉虫公丸 - 小沢栄太郎

- 信州の杣人 - 金子信雄
- 慈道 - 加藤嘉

- 風間俊六 - 梅宮辰夫

- 等々力（警部） - 夏八木勲

スタッフ
- 製作 - 角川春樹
- 企画 - 角川春樹事務所
- プロデューサー - 橋本新一
- 脚本 - 野上龍雄
- 監督 - 斎藤光正
- 撮影 - 伊佐山巌
- 照明 - 梅谷茂
- 美術 - 横尾嘉良
- 録音 - 宮田重利
- 編集 - 田中修
- 音楽 - 山本邦山、今井裕
- 製作 - 東映東京

製作
角川春樹のプロデューサーとしての手腕を見込んだ岡田茂東映社長の要請で、角川は本作で初めて独立プロ（角川映画）のプロデューサーを離れ、メジャー内部に単独で乗り込みプロデュースを行った。本作と合わせて高木彬光原作の『白昼の死角』も東映で映画化権を獲得し、岡田は「新しい映画作りの担い手として角川春樹氏の手腕を私は高く評価している。角川事務所と初の提携作品となるが、二本とも角川氏に製作者になってもらうことで意見の一致をみた。バイタリティと行動力、それに新しい時代にマッチした作品が出来ると確信している。当社の目玉にしたい」と説明した。本作は全額東映の出資の東映映画で、角川は東映の雇われプロデューサーとしての申し入れを「これまでの恩返しにもなる」と承諾した。依頼された時点では何をやるか全く決まっていなかったが、角川は岡田に損をさせてはいけないと慎重に企画を練り、"金田一シリーズ"は二番煎じとなるが、興行的な安全パイを考えると横溝作品は外せないし、西田敏行サイドから是非、映画に出たいという強いオファーがあり、西田に会ってみて、こういう金田一耕助像もありかなと思い、本作品を選んだ。監督は毎日放送製作のテレビドラマ版『獄門島』（1977年）の視聴率がよかった斎藤光正を起用した。
1978年7月6日、帝国ホテルで製作発表会見があり、岡田茂東映社長、角川春樹プロデューサー、横溝正史、斎藤光正監督、音楽担当の井上堯之、山本邦山のほか、西田敏行、鰐淵晴子、宮内淳ら出演者が出席した。会見で岡田東映社長は「横溝氏の原作が発表されて間もなく、昭和24年から36年にかけて東映は氏の代表作のすべてを片岡千恵蔵の金田一耕助で七本映画化しており、これで元の本家に戻ったことになる。プロデューサーに角川春樹氏を迎えたのは従来の企業製作から脱却し『新体質の映画作りを目指す』東映の新方針に基づくものだ」などと話した。角川春樹は「今回はプロデューサーとして東映に雇われたわけで、すべて東映の金で製作する。その第一作は何にするか考えたが『悪魔が来りて笛を吹く』に決めたのは『犬神家の一族』を作ったとき、どちらにしようかと迷ったくらいに印象深く残っていた作品だからだ。『悪魔が来りて笛を吹く』を成功させて、東映でのプロデュース第二弾は高木彬光原作の『白昼の死角』を準備している。宣伝面では音（笛の音）を中心に耳から攻略する方針で、超大型予算をラジオスポットに投入し、これにテレビを加えて電波をすべて攻略する」などと話した。また「製作費5億円、宣伝費2億円にプリント費1億5,000万円を加えた総原価が8億5,000万円。配収目標は10億円と設定。（1978年）9月中旬クランクイン、11月末完成、12月試写。1979年1月20日から正月第二弾として一本立封切する」等、合わせて説明があった。『週刊明星』1978年10月29日号には、製作費6億5,000万円、配収目標は7 - 8億円と書かれている。 
キャスティングほか
斎藤光正の監督抜擢は、角川映画の黒井和男とダブル番頭格だった古澤利夫（藤峰貞利）によるもの。斎藤は当時"TV界の巨匠"とも呼ばれ、多くのテレビドラマ演出を手掛けていた。映画メガホンは7年ぶり。金田一耕助役は映画の石坂浩二、テレビドラマの古谷一行でイメージづけられた二枚目タイプの名探偵像を排すべく、コミカルな西田敏行が抜擢された。西田は「金田一耕助を演じてみたい」と公言していたことから、角川から直接「演らないか？」と誘われ、二つ返事でOKした。注目を浴びたのが、ヒロインを演じる映画初出演の斉藤とも子。斉藤は前年の『野性の証明』で長井頼子役に起用を予定されていたが、年令的に設定に合わないという理由で薬師丸ひろ子に大役をさらわれていた。当時はNHK教育『若い広場』などで学生を中心に人気急上昇中という状況での本作への抜擢。前述の古澤利夫は、薬師丸と最後の最後まで長井頼子役を争ったのは荻野目慶子と述べている。また日本テレビの『太陽にほえろ!』のボンこと宮内淳も映画初出演。
撮影
1978年10月12日クランクイン。椿秌子（鰐淵晴子）が娘の美禰子（斉藤とも子）に「あなたには分からないでしょうけど...私の体の中には虫がいるの...の生き物。いつもザワザワと動き回っているの。お父様に直して下さいとお願いしたわ。でも...ダメだったわ...あの方はデリケートでお優しくて、立派な方だったけれど...色々な意味でお弱かったの」「やめてぇ、やめてえ！」というセリフのやり取りがある。
宣伝
テレビ宣伝は失速した作品が出たことから、ラジオを中心の聴覚に訴える宣伝方法が試みられた。唯一のテレビ宣伝だった角川書店の定期スポットは、キャッチコピーが難航し、当初はコピーライターの糸井重里に依頼されたが、インパクトのあるコピーが作れず、角川書店の宣伝部が考案した「私はこの恐ろしい小説だけは映画にしたくなかった」というコピーを原作者の横溝正史に言わせる案が、窮余の一策として採用された。
公開
当時の映画観客の85パーセント以上が15歳 - 23歳の若者で、ラジオのリスナー層も同じような年齢構成だったため、ラジオのみに絞った宣伝効果により、本作は、30代から40代が客層だった石坂浩二主演の東宝版より若い世代が客層となった。
作品の評価
- 林冬子は「角川映画は『見てから読むか、読んでから見るか』と前作『野性の証明』で売りまくったが、お客さんはホントはどんな反応を示したのだろうか。全くわけの分からない映画である。『悪魔が来りて笛を吹く』に関しては、本を読んでないと、映画の筋が全然分からない（だから凝ったカットがみなコケおどしに見える）。音響も不愉快で、その割に肝心のキーポイントになるセリフは耳に残らない。登場人物の家族関係、特に玉虫もと伯爵、新宮もと男爵、その夫人華子、もと子爵夫人椿秌子が最後まではっきりしなかった。下男の東太郎と女中のお種が兄妹と分かってからも、まだ何だか分からない。だから死んだ椿子爵がいくら"悪魔"とか"悪魔の紋章"とわめいてみても、子供騙しに見えるんです（中略）映画を観てから『キネマ旬報』（1979年）1月下旬号に掲載されたシナリオを読んだら、もっと前に新宮利彦が自分の肩にあざがあるのを見せているし、玉虫家の相続権が新宮利彦と椿秌子の兄妹だけにあることが説明されている。これは何故カットしたんですか。このシーンさえあれば東太郎が須磨で金田一に風呂に誘われたのに、一緒に入らない場面もピンと来たでしょう。別荘の焼跡に立つ登場人物の周辺に風がソヨともそよがなかったり、東京から鎌倉までは車でせいぜい2時間でしょうに、夜があっという間に昼になったりはまだ許しましょう。でも昭和23年設定の映画をいま見せるのなら、上流階級の退廃、錯乱を現在の時点で納得できるように見せて欲しかったです。日本中が飢えてるのに、刑事が今のトップモードで出て来てはダメです（中略）斉藤とも子ちゃんの厚化粧も頂けない。素顔が見たかった」などと評した[28]。

- 寺脇研は「原作者の独白による『わたしは、このオソロシイ小説だけは映画にしたくなかった』という惹句を使った宣伝は、今回も効奏のようで、角川映画のヒットぶりは途切れない。動員力の達者な点では、製作者の力量を認めざるを得まい。最近でいえば、曽根中生監督の『天使のはらわた 赤い教室』のような群を抜いてすぐれた映画でも、大して興行成績は挙げられない（中略）原作の内容を知らなかったので、オソロシイというのは、横溝作品特有の伝奇的雰囲気が、ことさら強くて、恐怖を煽り立てるオソロシさなのかと思ったら、その意味はもっと形而上の次元でのオソロシサだ。具体的にいえば、兄と妹の近親相姦。恐怖というよりは、神をも畏れぬ行為の見る者に抱かせる畏怖感がオソロシイ（中略）ひさびさの斉藤演出は、細やかさは相変わらずだけれど、物語設定の大仰さ、ひいては製作姿勢の大仰さに押し流されてしまっている。大作、と呼ばれる映画を観て、しばし感じるのは、何故こんなに豪勢な配役をしなければならないかだ。死体を発見して驚くだけの杣人の役に、どうして金子信雄がわざわざ出るのか。無名の俳優の方が、はるかに効果的なのに、かえって作品世界全体のバランスを崩してしまう。決して大作であることそのものが悪いと言っているわけではない。けれど、どこに費用をかけるかという軽重の兼ね合いは、忘れてはいけない。仮に宣伝や切符の販路開拓にばかり熱を入れて、客は集めたものの内容が空疎だったり、主題と観客の期待がちぐはくだったりということがあれば、それこそオソロシイ」などと評した[28]。

## ラジオドラマ
1975年8月11日（月）より23日（土）までNHKラジオ第1放送で17日（日）をのぞく毎晩15分ずつ放送。全12回。
原作に忠実な展開。玉虫の密室殺人の謎解きも、金田一の説明以外に、三島の回想をドラマ化して丁寧に説明している。
一方、椿秌子と新宮利彦の関係は従兄妹に変更され、三島と異母妹のエピソードは全面的にカット。妙海尼は単に椿家の事情に詳しい人物として金田一と等々力警部の訪問を受けるが、真相を話そうとした瞬間、ひそかに盛られた毒によって「悪魔…」と叫びふたりの目の前で息絶える。
放送開始に先立ってNHKテレビでは、日曜日に放映していたPR番組『スタジオからこんにちは』でこの作品を特集し、主演の宍戸錠が語り手の中西龍らと共にドラマの収録をスタジオで再現。ミステリー評論家の中島河太郎もゲストで招かれ、横溝正史の魅力について語った。
また、毎回ではないが、ドラマの最後で出演者のトークコーナーがあった。
スタッフ
- 脚本 - 佐久間崇
- 音楽 - 坂本龍一

キャスト
- 金田一 - 宍戸錠
- 等々力 - 草野大悟
- 椿英輔 - 八木光生
- 三島東太郎 - 池田秀一
- 目賀重亮 - 高木均
- 新宮利彦 - 川久保潔
- 玉虫公丸 - 巌金四郎
- 菊江 - 里見京子
- 語り手 - 中西龍 その他

## テレビドラマ

### 1977年版
『横溝正史シリーズI・悪魔が来りて笛を吹く』は、毎日放送の制作によりTBS系列で1977年6月25日から7月23日まで毎週土曜日22時 - 22時55分に放送された。全5回。
原作から次の変更がある。
- 秌子は三島の背中の火炎太鼓の痣に気付いて取り乱し自室に寝かされたあと、起き出して三島の告白の冒頭部分をドア越しに聞いて真相を悟り、自殺する。原作とは異なり、秌子は兄に自由にされる我が身を恥じていた。三島は、母・秌子に自身の存在を知って欲しいのと母と呼びたかったという慕情ゆえ、敢えて痣を見せたという設定になっている。
- 新宮利彦殺害の数日後、早朝の散歩をしていた目賀博士が絞殺されて池に投げ込まれる。これは、飯尾豊三郎を殺害した三島が手袋に付いた血を洗い落としているところを目撃したためであった。
- 玉虫殺害の経緯説明が、換気窓（欄間）を通して絞殺したということを除いて省略されている。玉虫が自ら密室状況を作った後に絞殺されたことを示す諸状況は原作の通りであるが、そのことは全く説明されない。その一方で、金田一が初期に指摘した、紐を使って外から施錠することによって密室になった可能性が具体的に実演され、その実現性は直後にも終盤にも全く否定されない。
- 三島の指が欠損していることが序盤の砂占いや温室の場面で提示強調されるが、後半で原作のようにタイプライター使用可能性や三島の正体解明に絡んで再度強調されることは無く、最後に三島のフルート演奏で運指のトリックが明らかになる場面が唐突な印象を与える結果になっている。
- 椿子爵の名前の読みは「ひですけ」から「えいすけ」に変更されている。
- 原作では明らかでない信乃の名字が、利彦殺害時の偽電報の宛先で「飯島」となっている。
- 小夜子の死因は服毒自殺から海への投身自殺に変更されている。

なお、英輔の遺したフルート曲が「右手の中指と薬指が無くても演奏できる」という設定は維持されているが、実際に演奏されている楽曲はこの設定条件を満たしていない。その結果、演奏している俳優の指の動きは楽曲に合致していない。特に、冒頭で生前の英輔が演奏する場面では、楽曲に合致しないのみならず、右手の中指と薬指を使わないという条件も満たしていない。
オールスターキャストのため、クレジットでは、本来一枚看板でおかしくない早川保、観世栄夫、岩崎加根子、中山麻里、加藤嘉が二人ないし三人並記となっている（岩崎加根子と中山麻里は、最終回のみ一枚看板）。
キャスト
- 金田一 - 古谷一行
- 等々力（刑事） - 早川保
- 椿美禰子 - 檀ふみ
- 椿英輔 - 江原真二郎
- 椿秌子 - 草笛光子
- 三島東太郎 - 沖雅也
- 信乃 - 原泉
- お種 - 白石幸子
- 目賀重亮 - 観世栄夫
- 新宮利彦 - 長門裕之
- 新宮華子 - 岩崎加根子
- 新宮一彦 - 星正人
- 玉虫公丸 - 加藤嘉
- 菊江 - 中山麻里
- 三春園女将 - 三崎千恵子
- 慈道 - 吉田義夫
- すみ - 児島美ゆき
- 出川（刑事） - 森次晃嗣
- かね - 野村昭子
- 日和（警部） - 長門勇

スタッフ
- 企画 - 角川春樹事務所、毎日放送
- プロデューサー - 青木民男（毎日放送）、滝沢健夫、新野悟（東宝）
- 脚本 - 石森史郎
- 音楽 - 中村八大
- 撮影 - 片岡二郎
- 照明 - 隠田紀一
- 美術 - 末広富
- 録音 - 大庭弘
- 編集 - 神島帰美
- 現像 - 東洋現像所
- 主題歌 - 茶木みやこ『まぼろしの人』（作詞：寺山寿和、作曲：茶木みやこ）
- イラスト - 杉本一文
- 助監督 - 小池要之助
- 協力 - 国際放映
- 監督 - 鈴木英夫
- 制作 - 毎日放送、東宝

### 1992年版
『名探偵・金田一耕助シリーズ・悪魔が来りて笛を吹く』は、TBS系列で1992年4月9日の木曜日21時 - 22時54分に放送された。
原作から次の変更がある。
- 東太郎は使用人ではなく家族として″椿″姓を名乗っており、当初から美禰子の兄と認識されている。指の欠損は9歳のときに野犬に襲われた結果で、欠けている指は右手の小指と薬指に変更されている。
- 東太郎自身が知らずに近親相姦してしまった設定は無く、関連する人物は登場せず、淡路島も舞台とはならない。東太郎は5歳までを須磨の玉虫家別荘で乳母・お松と2人で過ごしている。お松は神戸の新天地（新開地がモデルと思われる）でバー（出川刑事によると「怪しげな呑み屋」）を経営しており、金田一、出川、美禰子が訪問する直前に飯尾が殺害した。このとき美禰子は飯尾が「英輔に似た別人」であることを確信する。
- 東太郎は戸籍上の父・英輔を慕っており、犯行動機は英輔のための復讐である。英輔が「悪魔」と呼んだのは主に利彦のことであり、東太郎は「悪魔の子」に過ぎない。英輔を天銀堂事件の犯人として密告したのも利彦である。
- 飯尾によるフルート演奏は、実際には物陰で東太郎が演奏していた。
- 美禰子もフルートが吹けるという設定であり、英輔の遺した曲が東太郎にも演奏可能であることに金田一より早く気付くが、そのことを金田一に告白できずにいた。

キャスト
- 金田一 - 古谷一行
- 等々力（警部） - ハナ肇
- 美禰子 - 西村知美
- 英輔 - 石濱朗
- 秌子 - 金沢碧
- 東太郎 - 石黒賢
- 信乃 - 高山千草
- お種 - 宮島依里
- 目賀 - 立川三貴
- 利彦 - 清水章吾
- 華子 - 松坂隆子
- 玉虫 - 根上淳
- 菊江 - 志水季里子
- 松月のおかみ - 鷲尾真知子

スタッフ
- 企画 - 大下晴義、樋口祐三
- プロデューサー - 堀貞雄、浜井誠
- 脚本 - 江連 卓
- 音楽 - 津島利章
- 撮影 - 鈴木耕一
- 照明 - 鳥越正夫
- 美術 - 菊川芳江
- 録音 - 神保小四郎
- 編集 - 神谷信武
- 特殊メイク - ピエール須田
- 製作協力 - にっかつ撮影所
- フルート演奏 - 旭 孝
- 監督 - 藤井克彦
- 企画協力 - 角川春樹事務所、かとう企画
- 製作 - 東阪企画、TBS

### 1996年版
『横溝正史シリーズ・悪魔が来りて笛を吹く』は、フジテレビ系列の2時間ドラマ「金曜エンタテイメント」（毎週金曜日21時 - 22時52分）で1996年10月25日に放送された。
ストーリーは以下のように原作から大きく改変しているが、公丸殺害の密室トリックや須磨で石に遺された文字など、原作の細かい設定を踏襲している部分は多い。
- 椿（子爵ではなく伯爵）家は岡山県の農村の旧家である。利彦と秌子は兄妹ではなく従兄妹、公丸は利彦の父親であり「玉虫伯爵」ではなく「新宮子爵」である。公丸は原作通り元貴族院議員、利彦は元職業軍人で、文化人だった英輔を非国民と蔑んでいた。目賀・一彦・信乃は登場しない。
- 金田一は英輔のリサイタルでの失態をきっかけに椿父娘と親しくなっており、美禰子から天銀堂事件（神戸で発生）の真相解明を依頼される。椿家は磯川警部宅の隣村にあり、金田一は警部宅を拠点に活動を進める。
- 火焔太鼓（悪魔の紋章とは呼ばれない）は砂占いではなく庭の壁に仕掛け花火で示される。篝火の燃焼が進んで薪の一部が地面に落ちると発火する仕掛けになっていた。計画停電を利用したレコード演奏は秌子が新宮親子の反応を見るために仕組んだもので、東太郎による仕掛け花火とほぼ同時になったのは偶然である。
- 東太郎は近親相姦による子ではなく、利彦が公丸の差し金で従妹・秌子の実家の財産を入手する目的で強姦した結果生まれた子であり、東太郎自身にも近親相姦してしまった過去は無い。三島東太郎は本名である。おこまは養母として登場するが、小夜子は登場しない。おこまは東太郎の幼時から淡路島の釜口村に在住しており、東太郎が復讐鬼となったことを悩んで巡礼を続けていたが、殺人に手を染めたことに耐えきれず金田一が訪ねる直前に自殺し、経緯が判る日記を慈道に託していた。
- 火焔太鼓を負っているのは利彦ではなく秌子である。東太郎は復讐の一環として、自分を捨てた秌子を殺害する前に苦しめようとしており、そのために異父妹・美禰子と通じることも考えていた。しかし、美禰子が東太郎に純粋に恋心を抱くようになり、秌子もまた被害者であると考えるようになって思い留まった。
- 新宮親子は戦災で家を失った後、秌子の過去を引き合いに脅迫して椿家に乗り込んでおり、さらに利彦は秌子に肉体関係を強要していた。公丸殺害後にその現場を目撃した菊江を利彦が殺害し、浴槽で自殺したように偽装する。
- 天銀堂事件は公丸と利彦が英輔に汚名を着せたうえ殺害して財産を横領するために仕組んだもので、利彦が部下だった特務員から英輔に似た者を選んで実行させていた。英輔に似た人物が天銀堂事件以外でも出没する設定は無い。英輔の死体は最後まで出てこないが、椿家邸内の庭の片隅で白骨化した腕を犬が掘り出している場面が最後に映される。
- 公丸殺害犯が東太郎であり、東太郎が我が子であることに気付いた秌子は、東太郎と協力して利彦を殺害する。美禰子に睡眠薬を飲ませて気付かないようにしたうえで、利彦を複数のレコードと東太郎による演奏とで右往左往させた揚句、秌子が斧で額を割って殺害、木に逆さ吊りにする。その翌朝、警察が行方を捜す中で、東太郎と秌子は邸内で各々服毒自殺する。
- 運指のトリックは、磯川警部の姪である音楽教師・八千代が楽曲を聞き取って楽譜化（採譜）することにより確認する。

なお、原作設定通りの運指になっているフルート曲を実際に演奏した映像作品は、本作が最初である。
キャスト
- 金田一 - 片岡鶴太郎
- 椿美禰子 - 遊井亮子
- 椿秌子 - 真野響子
- 三島東太郎 - 赤羽秀之
- お種 - のむらゆみ
- 新宮利彦 - 本田博太郎
- 新宮公丸 - 平幹二朗
- 菊江 - 花山佳子
- 三島こま - 二宮さよ子
- 磯川（警部） - 加藤武
- 磯川八千代 - 牧瀬里穂
- 井之上隆志
- 林孝一
- 大塚洋
- 久保晶

※『18人の金田一耕助』（1998年3月 株式会社 光栄発行 山田誠二・著）では新宮華子役を津山登志子としているが、恐らく樋口しげりの誤り。
スタッフ
- 企画 - 清水賢治、鈴木哲夫、小林義和
- プロデューサー - 高橋萬彦、川上一夫
- 脚本 - 佐伯俊道
- 音楽 - 石田勝範
- 撮影 - 川田正幸
- 照明 - 米田俊一、清喜博二
- 美術 - 根本研二
- 音声 - 山成正己
- 編集 - 安西智
- 映像合成 - 山崎吉広
- 題字 - 片岡鶴太郎
- 特殊美術 - 原口智生
- 演出 - 福本義人
- 企画協力 - 角川書店
- 制作 - 共同テレビジョン、フジテレビ

### 2007年版
『金田一耕助シリーズ・悪魔が来りて笛を吹く』は、フジテレビ系列の2時間ドラマ「金曜プレステージ」（毎週金曜日21時 - 22時52分）で2007年1月5日に放送された。視聴率14.4パーセント。
原作から次の変更がある。
- 玉虫公丸は利彦と秌子の父親になっており、利彦や一彦の名字は″新宮″ではなく″玉虫″である。華子と信乃は登場しない。
- 玉虫殺害は密室状況ではなく、単純に雷神像で撲殺されている。
- 美禰子が単身で須磨に向かい、金田一、橘と合流する
- 金田一、橘、美禰子は淡路島での初日には駒子（妙海）に面会できたが、途中で駒子が興奮して中断し、翌日に続きを聞こうとしたところ殺害されていた。その結果、原作で慈道から得た程度の情報を駒子自身から得ている（慈道は登場しない）。
- 利彦と秌子との性描写は描かれていない（事実の説明はある）。秌子は殺されず、金田一に正体と真相を暴かれた治雄から「生き恥を晒して下さい」と言われた。

キャスト
- 金田一耕助 - 稲垣吾郎
- 横溝正史 - 小日向文世
- 椿美禰子 - 国仲涼子
- 椿英輔 / 飯尾豊三郎 - 榎木孝明
- 椿秌子 - 秋吉久美子
- 三島東太郎 - 成宮寛貴
- お種 - 浜丘麻矢
- 目賀重亮 - 伊武雅刀
- 玉虫利彦 - 螢雪次朗
- 玉虫一彦 - 渡部豪太
- 玉虫公丸 - 浜田晃
- 菊江 - 野波麻帆
- 三春園女将 - 山田スミ子
- 河村小夜子 - 高橋真唯
- 河村駒子 - 銀粉蝶
- 橘（署長） - 塩見三省

スタッフ
- 企画 - 荒井昭博、和田行、後藤博幸
- プロデューサー - 稲田秀樹、川上一夫
- 脚本 - 佐藤嗣麻子
- 音楽 - 佐橋俊彦
- 撮影 - 川越一成
- 照明 - 三上日出志
- 美術 - 柳川和央
- 音声 - 山成 正己
- 編集 - 河村信二
- 映像合成 - 山崎吉広
- イラスト提供 - 杉本一文
- 助監督 - 小池要之助
- 協力 - 国際放映
- 演出 - 星 護
- 制作 - フジテレビ

### 2018年版
『スーパープレミアム・悪魔が来りて笛を吹く』は、NHK BSプレミアムで2018年7月28日21時 - 22時59分に放送された。
原作から次の変更がある。
- お種と信乃は登場せず、東太郎と菊江が使用人としての実務を全て負っている。
- 原作とは逆に秌子が利彦の姉であり、近親相姦も積極的に主導していた。
- 新宮殺害現場は防空壕跡である。殺害された夜にレコードが再生されるが、死体発見経緯との関連が明らかになる場面は無い。
- 堀井駒子（のちの妙海尼）は、兵庫県須磨にある玉虫の別荘で新宮利彦から犯され、その光景を見ながら興奮した秌子が利彦に跨ってすぐ性交を始めた。この日、駒子と秌子は同じ子種で妊娠し、自分の妻が実弟と交わって子を産んだことを知った椿英輔が、別荘跡地の灯篭に「悪魔ここに誕生す」と記した。
- 東太郎（治雄）が自分の出生の秘密を金田一が解明するまで知らなかったという設定に変更されており、東太郎は公丸や利彦が小夜子の死にどう関与したのか判らないまま、それを聞き出そうとさえしていないにもかかわらず、概ね原作通りの経緯で殺害したことになってしまっている。
- 妻の近親相姦の醜聞が広まらないよう、河村治雄を使用人として屋敷に招き入れた英輔は、治雄が自分の両親のことを知っているだろうと思っていた（治雄自身は、自分の父は植木職人の河村辰五郎だと信じていた）。
- 妙海尼が自分の苦しみを伝える際に「畜生道」とつぶやいた話を慈道から聞いた金田一は、畜生とはすなわち近親相姦の子を指していると気づき、小夜子が自殺した真相（同じ男を父に持つ治雄との間に子を作ってしまった）に辿りつく。治雄こと東太郎は、小夜子がなぜ死んだのかを知らず、金田一の指摘があるまで椿家の人間に小夜子は殺されたと思っていた。
- 東太郎（治雄）は金田一からワインを飲むよう勧められ、体温が上がった自分の肩に新宮利彦の身体と同じ痣が浮き出ているのを見て、父親が誰かを知りショックを受ける展開になっている。
- 事実を知らされた東太郎は、毒殺されかかって寝ていた秌子を叩き起こして問い詰める。しかし、秌子は手離した我が子への関心が低く、さらに東太郎を性的に誘惑する挙に及んだため、逆上した東太郎は秌子を滅多突きにして刺殺し、慌てて制止しようとした等々力警部に射殺された。
- 東太郎がフルートを吹くことは無く、金田一は事件終結後に一彦が「悪魔が来りて笛を吹く」を演奏するのを見て、運指のトリックに気付く。
- 事件解決後、松月へ磯川警部から「八つ墓村で事件です」という電話がかかってくる。

キャスト
※エンディングクレジット順
- 金田一耕助 - 吉岡秀隆
- 椿美禰子 - 志田未来
- 三島東太郎 - 中村蒼
- 玉虫公丸 - 中村育二
- 椿英輔 - 益岡徹
- 目賀重亮 - 山西惇
- 新宮利彦 - 村上淳
- 新宮華子 - 篠原ゆき子
- 新宮一彦 - 中島広稀
- 沢村刑事 - 市川知宏
- 堀井小夜子 - 小林涼子
- 堀井駒子（妙海尼） - 黒沢あすか
- おすみ - 橋本マナミ
- おかみ - 山村紅葉
- 菊江 - 倉科カナ
- 等々力警部 - 池田成志
- 河村辰五郎 ‐ 白井哲也
- 駒子（回想） ‐ 見里瑞穂
- 植松 ‐ 山西規喜
- 近所の人A ‐ 宮川サキ
- 近所の人B ‐ 岡崎美和子
- 磯川警部（声のみ） ‐ 小市慢太郎
- 椿秌子 - 筒井真理子
- 慈道 - 火野正平
- せつ子 - 倍賞美津子

スタッフ
- 脚本 - 喜安浩平、吉田照幸
- 演出 - 吉田照幸
- 音響効果 - 荒川きよし
- 撮影 - 神田創
- 照明 - 丸山和志
- 美術 - 池田正直
- 音声 - 岩間翼
- 編集 - 木村悦子
- 「悪魔が来りて笛を吹く」作曲 - 阿南亮子
- フルート指導 - 長堀美佳
- CG制作 - 廣田隼也
- 制作統括 - 村松秀 (NHK)、西村崇（NHKエンタープライズ）、大谷直哉（ザロック）
- プロデュース - 緒方慶子
- ロケ協力 - 東近江市、滋賀県ロケーションオフィス、桑名市フィルムコミッション、五個荘近江商人屋敷

※「音楽」全般の担当者クレジットは無い。

## 舞台
劇団ヘロヘロQカムパニー 悪魔が来りて笛を吹く （2010年8月8日 - 8月14日、 前進座劇場）
ほぼ原作通りに舞台化されているが、タイプライターのトリック、ウィルヘルム・マイステルで金田一がヒントを得た件（くだり）は存在しない。
ラストに一彦が「悪魔が来りて笛を吹く」を演奏するオリジナルの展開を見せる。
キャスト
- 金田一耕助 - 関智一
- Y先生 - 中博史
- 椿美禰子 - 沢城みゆき
- 椿英輔 / 飯尾豊三郎 - 井上和彦
- 椿秌子 - 三石琴乃
- 三島東太郎 - 小西克幸
- お種 - 杉崎聡美
- 目賀重亮 - 楠見尚己
- 新宮利彦 - 世田壱恵
- 新宮華子 - 那珂村タカコ
- 新宮一彦 - 大谷秀一郎
- 玉虫公丸 - 近藤浩徳
- 菊江 - 長沢美樹
- 信乃 - 橋本亜紀
- 三春園女将 - 林智子
- おすみ - 松本和子
- 慈道 - 藤田けん
- 植松 - 松浦俊秀
- 松月の女中 - 沼田梨沙
- 河村小夜子 - 藤井京子
- 河村 駒子 - 盛田瑞恵（娘時代：安藤彩絵）
- 出川（刑事） - 永松寛隆
- 沢村（刑事） - 宇藤秀和
- 山田（巡査部長） - 上田伸哉
- 等々力（警部） - 辻親八

## 漫画

### 影丸穣也版
1979年版の東映映画『悪魔が来りて笛を吹く』と連動して影丸穣也によりコミカライズされて、同年東京スポーツ新聞社よりコミックスが刊行された。文庫版 ISBN 4-06-360036-X。

### JET版
女性漫画家JETによりコミカライズされて『名探偵・金田一耕助シリーズ 悪魔が来りて笛を吹く』として「ミステリーDX」（角川書店）に掲載後、あすかコミックスDXよりコミックスが刊行された。ISBN 4-04-853573-0。